# Igor X
Igor X (Београд, 14. новембар 1980) је српски певач. Био је у ванбрачној заједници са познатом певачицом Мином Костић. Широј јавности познат је по дуетској хит песми ”Груди од бетона” са Мином 2008. године.

## Биографија
Игор Костић, познатији као Igor X, рођен је 14. новембра 1980. године у Београду. Завршио је средњу Електротехничку школу.
2002. године издаје прве две песме под називом ”За тебе” и ”Трен”.
Пажњу јавности скреће 2007. године улогом у провокативном споту певачице Мине Костић за песму ”Још једна у низу” у којем се појављује потпуно наг.
Први хит ”Груди од бетона” снима 2008. године у дуету са тадашњом девојком, певачицом Мином Костић.
2009. Игор и Мина добијају ћерку Анастасију. Две године касније прекинулу су везу.
Био је учесник ријалити програма Двор и Парови.

## Дискографија

### Синглови[10]
- За тебе (2002)
- Трен (2002)
- Збогом за крај (2004)
- Само реци желим те (2004)
- Одлази (2007)
- Груди од бетона (2008) дует са Мином Костић
- Тако лако (2009)
- Ти ниси та (2010)
- Љуби ме, љуби (2011)
- Ракија (2013)
- Док избројиш до два (2014)
- Дајте ми да се напијем (2014) са Мистер Шоне и Ди-џеј Дикс
- Немам ја срца два (2015)
- Водим те у стан (2017)
- Путују кочије беле (2017) обрада песме Радета Јоровића
- Сети ме се (2020) обрада песме Миће Демировића
- Божја заповест (2021)[11]
- Ти ниси та (2024) дуетска верзија са Павлом Дејанићем

## Видеографија
Као модел
- Приђи ми полако (2006) Мине Костић и Ђуса
- Још једна у низу (2007) Мине Костић

Као режисер
- Човек мој (2020) Мине Костић
- Друже (2024) Мине Костић

Музички спотови
- Груди од бетона (2008)
- Ти ниси та (2010)
- Док избројиш до два (2014)
- Немам ја срца два (2015)